# 志布志町内之倉
志布志町内之倉（しぶしちょううちのくら）は、鹿児島県志布志市の大字。住居表示は実施されていないため、志布志町内之倉の後に番地が入る。郵便番号は899-7211。

## 地理
志布志町帖は志布志市の東部、志布志地域の東に位置する。北は宮崎県都城市安久町と、東は宮崎県串間市一氏などと、西は志布志町田之浦と、南は志布志町帖と接する。河川の沿岸に集落が形成される農業地域であるため、一部を除いて近年では過疎の傾向が見られる。旧志布志町の大字内之倉と地理的に同義であり、志布志町の周辺自治体との合併に伴う志布志市の発足により、内之倉は志布志町内之倉へと改称された。
また、志布志町内之倉は鹿児島県の最東端にあたる。

### 河川
- 前川[2]
- 安楽川[2]
- 福島川[2]
- 四浦川
- 森山川

## 施設
- 内之倉郵便局[3]
- 立花迫簡易郵便局[4]
- 四浦簡易郵便局[5]
- 志布志市立森山小学校
- 羽黒神社
- 高熊神社
- 片野洞穴：縄文初期から弥生後期に至る洞穴遺跡。
- 宮ノ前遺跡：縄文中期の集落遺跡。

## 交通

### 鉄道
域内に鉄道駅はない。最寄駅は志布志駅（JR日南線）や日向大束駅（JR日南線）などが挙げられる。

### 道路
- 宮崎県道・鹿児島県道3号日南志布志線
- 鹿児島県道65号南之郷志布志線
- 宮崎県道・鹿児島県道110号塗木大隅線
- 宮崎県道・鹿児島県道112号今別府串間線
- 鹿児島県道499号柿之木志布志線

### バス
- 鹿児島交通[6]

## 統計

### 人口
2015年の国勢調査によると志布志町内之倉の人口は966人、世帯数は491世帯である。

### 選挙
以下は2016年12月2日時点での志布志町内之倉の選挙区別男女登録者数である。なお、表の単位は（人）である。
| 選挙区                       | 男  | 女  | 計  |
| ---------------------------- | --- | --- | --- |
| 森山地区生活改善研修センター | 179 | 186 | 365 |
| 四浦地域ふれあいセンター     | 23  | 31  | 54  |
| 潤ヶ野地区営農研修センター   | 235 | 287 | 522 |
| 八野地域農業構造改善センター | 80  | 93  | 173 |

## 小・中学校の学区
市立小・中学校に通う場合、学区は以下の通りとなる。
| 番地 | 小学校                 | 中学校                 |
| ---- | ---------------------- | ---------------------- |
| 全域 | 志布志市立志布志小学校 | 志布志市立志布志中学校 |

## 文化財
志布志町内之倉内の文化財は以下の通りである。
| 名称             | 指定   | 区分           | 指定年月日     |
| ---------------- | ------ | -------------- | -------------- |
| 旧柳橋           | 市指定 | 有形文化財     | 2005年5月18日  |
| 森山笠祇神社鰐口 | 市指定 | 有形文化財     | 2005年12月20日 |
| 山裾の田の神     | 市指定 | 有形民俗文化財 | 1971年7月1日   |
| 片野洞穴         | 市指定 | 記念物         | 1971年7月1日   |
| 馬庭のイチイガシ | 市指定 | 天然記念物     | 2001年9月19日  |